# روبرت جي. ويب
روبرت جي. ويب (بالإنجليزية: Robert G. Webb)‏ هو عالم حيوانات وأحيائي أمريكي، ولد في 1927.